# Floruit
Floruit (/ˈflɔərjʉ.ɪt/ або /ˈflɒrʉ.ɪt/), скорочено fl. (інколи flor.) — латинське дієслово, що означає «цвів, цвіла, цвіло», та означає проміжок часу, протягом якого хтось або щось (наприклад, людина, школа, рух чи вид) був активним.
В широкому значенні цей термін означає пік активності людини, руху і тому подібне. У вузькому значенні цей термін часто використовується в генеалогії та історичних джерелах, коли дати народження та смерті особи невідомі, але існують свідчення, що вказують, коли вона жила. Наприклад, якщо є документи 1204, 1207 та 1229 років, в яких фігурує Марчук Марко, та запис про його шлюб в 1197, тоді дані, що його стосуються, записують у вигляді: Марчук Марко (fl. 1197–1229).
Цей термін часто використовують в історії мистецтва, коли говорять про період творчості митців. У цьому значенні вислів означає період творчої активності особи, а не лише роки життя, які можуть значно відрізнятися.